# コントレックス

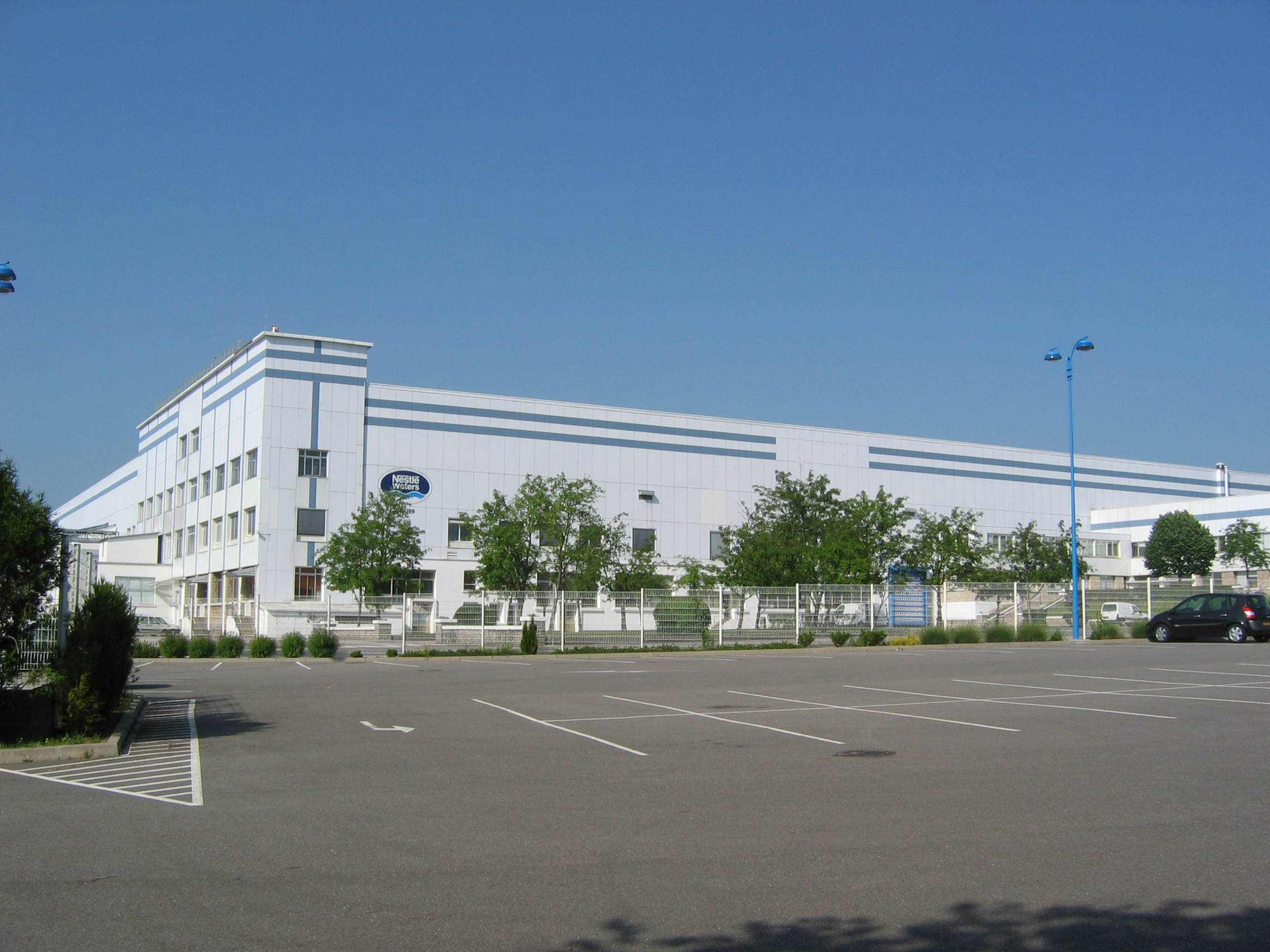
コントレクセヴィルにあるボトリング工場

コントレックス（フランス語: Contrex）とは、フランスのヴォージュ県コントレクセヴィルで採れる湧水（ミネラルウォーター）である。

## 特徴
硬度が1リットル当たり1,468mg と極めて高いことが特徴であり、1リットル当たりのカルシウムが468mg、マグネシウムが74.5mg、カリウムが2.8mgと含有量が多い。日本で採水するミネラルウォーターの商品は、多くが1リットル当たり100mg以下の軟水なので、硬水を飲みなれていない人は、下痢になる可能性がある（水酸化マグネシウムは瀉下作用を持ち、瀉下薬にも用いられるものである）。製品表示には「乳幼児の飲用はお控えください」との注意表記がなされている。
1990年代前半においては、通信販売がメインの販路であったが、認知度の上昇と共に、輸入食材店、一般小売店、コンビニエンスストアと身近な存在になった。

## 製造販売
1992年以降、ネスレグループがボトリングしている。
日本では2013年12月までサントリーフーズが販売を行い、ファッションモデルのSHIHOがイメージキャラクターをつとめる。また観月ありさがCMキャラクターをつとめていた。
2014年1月7日から、同じネスレグループが輸入しているヴィッテルとともに、販売元をポッカサッポロフード&ビバレッジに移管し、パッケージがリニューアルされた。

## コントレックスが登場する作品
音楽
- 相対性理論「夏の黄金比」- 歌詞中にコントレックスが登場する。